# Cançoner (Petrarca)
Cançoner (en italià: Canzoniere) és el nom amb què popularment es coneix l'obra lírica en vulgar toscà del poeta renaixentista Francesco Petrarca Rerum vulgarium fragmenta ('Fragments de coses en vulgar'), composta en el segle xiv, i publicada per primera vegada a Venècia el 1470 per l'editor Vindelino da Spira. No ha estat traduït íntegrament al català fins al 2016, en versió del poeta Miquel Desclot.

## Estructura

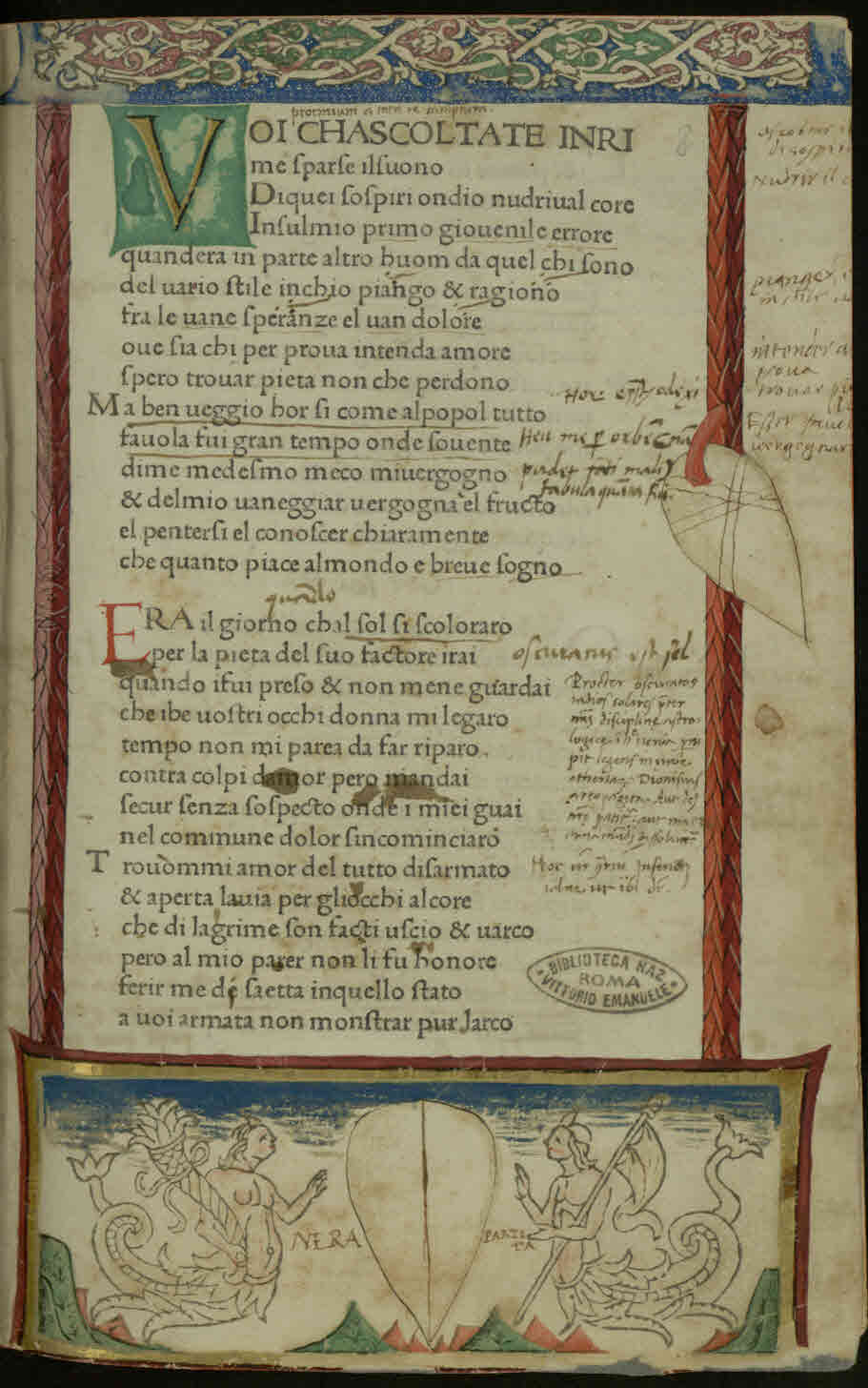
Fragment interior del Cançoner